# Bernhard Pulver
Bernhard Pulver (* 7. August 1965 in Bern) ist ein Schweizer Politiker (Grüne Kanton Bern / Grüne Freie Liste). Von 2006 bis 2018 war er Regierungsrat des Kantons Bern. Seither ist er Präsident des Verwaltungsrats der Insel Gruppe und Dozent an der Universität Bern.

## Biografie
Pulver besuchte von 1972 bis 1984 diverse Schulen und machte die Wirtschaftsmatur in Bern. Er ist Mitbegründer der Schweizer Grünen und der Gesellschaft für bedrohte Völker – Schweiz. Von 1987 bis 1995 war er der erste Generalsekretär der Grünen Partei der Schweiz. Von 1995 bis 1999 absolvierte er ein Rechtsstudium an der Universität Neuenburg. Seine Dissertation zum Thema Diskriminierung verfasste er auf Französisch. 2003 bis zu seiner Wahl in die Kantonsregierung war er wissenschaftlicher Mitarbeiter im Bundesamt für Justiz und ab 2005 Lehrbeauftragter für Staatsrecht an der Universität Neuenburg.
2021 wurde er zum Honorarprofessor der Universität Bern ernannt. Damit wurden sein politisches Engagement für die Universität Bern und die Schweizer Hochschullandschaft sowie seine aktuelle Lehrtätigkeit an der Rechtswissenschaftlichen Fakultät gewürdigt.
Anfang November 2025 trat er als Verwaltungsrat der Insel Gruppe zurück.
Pulver engagierte sich bei Pink Cross für die Besserstellung von Homosexuellen, als Vorstandsmitglied setzte er sich für eine Partnerschaftsregelung ein. Er lebt mit seinem Lebenspartner in Bern.

## Politische Arbeit
- seit 1983  Mitglied der Grünen
- 1987–1995 Generalsekretär der Grünen Partei der Schweiz
- 1997–1999  Stadtrat in Bern
- 1999–2006  Mitglied des Grossen Rates; dort namentlich: Präsident der Parlamentarischen Untersuchungskommission (PUK) zur Bernischen Lehrerversicherungskasse (BLVK)
- 2004–2006  Präsident der Fraktion Grüne Freie Liste
- 9. April 2006  Wahl in den Regierungsrat, vom 1. Juni 2006 bis 30. Juni 2018  Vorsteher der Erziehungsdirektion (ERZ)

## Werke (Auswahl)
- Unverheiratete Paare. Aktuelle Rechtslage und Reformvorschläge. Helbing & Lichtenhahn, Basel 2000, ISBN 3-7190-1901-2 (überarbeitete Übersetzung von L’union libre, 1999).
- L’interdiction de la discrimination. Étude de l’article 8 alinéa 2 de la Constitution fédérale du 18 avril 1999. Helbing & Lichtenhahn, Basel 2003, ISBN 3-7190-2210-2 (Dissertation).